# TV total
Il TV Total è un talk show tedesco, trasmesso dall'8 marzo 1999 al 16 dicembre 2015 dall'emittente ProSieben. Il programma è stato ideato e condotto da Stefan Raab.
Dal 2021, “TV total” è tornata in onda con il nuovo conduttore Sebastian Pufpaff.

## Format e Storia
Il focus del programma è prendere in giro alcuni momenti divertenti della TV tedesca, oltre a intervistare ospiti di fama nazionale e internazionale e condurre sfide, dentro e fuori dallo studio. Per gli ospiti internazionali che non conoscevano il tedesco, Stefan Raab parlava in lingua inglese, assistito in alcuni casi da traduttori dietro le quinte. Tra gli ospiti famosi del programma figurano Red Hot Chili Peppers, Green Day, Linkin Park, Coldplay, Adam Green, U2, Oasis, Metallica, Manowar, il maestro delle arti marziali Jackie Chan, Kevin Costner, 50 Cent, Eminem, D12, Mark Wahlberg, Jack Black, Jon Bon Jovi, Ewan McGregor, Dwayne Johnson, Janet Jackson, Rihanna, Jay-Z, Alicia Keys, t.A.T.u., Justin Bieber, Psy, Sting, Paris Hilton e Kylie Minogue. In più occasioni durante il programma sono stati presentati i partecipanti di alcune edizioni del Bundesvision Song Contest, contest ideato da Raab sulla scia dell'Eurovision Song Contest.
Gli episodi sono stati girati in uno studio a Colonia durante il pomeriggio. Lo studio era composto una sezione mobile dove Stefan Raab e gli ospiti si sedevano, che correva dalla sua posizione (vicino a uno schermo) fino alla scala da cui scendevano gli ospiti, che era accanto alla band. La sezione mobile era comandata da una leva presente sulla scrivania e talvolta Raab si divertiva a continuare a muovere la piattaforma, come nel caso della puntata con l'ospite Nora Tschirner. Oltre alla leva c'erano anche dei pulsanti che usava per mostrare spezzoni video o audio divertenti. Di fronte alla band, che suonava live alcuni stacchi musicali che accompagnavano gli ospiti, si trovava la platea per il pubblico, con circa 250 posti a sedere.
Dall'8 marzo 1999 fino a febbraio 2001, lo show veniva trasmesso una volta alla settimana (generalmente di lunedì), mentre da marzo fino alla sua ultima puntata del 16 dicembre 2015 lo show è stato trasmesso quattro volte a settimana (dal lunedì al giovedì). 
Lo show si fermava due mesi durante il periodo estivo, e sono stati prodotti alcuni episodi speciali, come quelli dedicati ai mondiali del 2002 e 2006, agli europei 2004, un episodio live da New York dove Raab e la sua squadra si sono recati per assistere al XLVIII edizione del Super Bowl, una puntata dove si ripercorre l'anno quasi terminato poco prima di Natale, e altre dove il conduttore gioca a Texas Hold'em con altri ospiti.
Da febbraio 2001, Elton ha affiancato Raab come spalla nello show (lo seguirà anche al Bundesvision Song Contest e altri programmi). Nel programma fa diverse apparizioni, come ad esempio come Quizmaster della rubrica settimanale Blamieren oder Kassieren.
Nel 2006, Stefan Raab ha cercato di creare un talent show come bonus all'interno del suo spettacolo. È stato chiamato "SSDSGPS" (Stefan sucht den Super-Grand-Prix-Star), dove di solito c'erano quattro partecipanti. Il nome fu una presa in giro dell'acronimo DSDS (il nome abbreviato della versione tedesca di Pop Idol in onda su RTL). Lo show ha avuto poi un'altra competizione canora, noto come SSDSDSSWEMUGABRTLAD ("Stefan sucht den Superstar, der singen soll, was er möchte, und gerne auch bei RTL auftreten darf").
Stefan Raab ha annunciato il suo ritiro dalle scene il 17 giugno 2015, e il 16 dicembre 2015 è stata trasmessa l'ultima puntata di TV Total, durante la quale il conduttore ed Elton ripercorrevano la storia del programma e alla fine della puntata i due escono dallo studio per l'ultima volta.

## Critiche
Il programma è stato spesso criticato dai media. La rivista Bild ha definito Stefan Raab "il male della televisione tedesca" dopo che ha creato photobombing riferite al gruppo terroristico  Rote Armee Fraktion . Nel 2015 il giornalista Jonas Leppin, che lavorarva per Der Spiegel disse che "TV Total ha perso negli anni l'umorismo e la creatività che ha portato al crollo degli ascolti del programma".